# Amat Escalante
Amat Escalante (Barcellona, 28 febbraio 1979) è un regista e sceneggiatore messicano.

## Biografia
Nato per caso a Barcellona da madre messicana e padre statunitense, ha trascorso l'infanzia a Guanajuato, in Messico. Nel 2001, è tornato in Spagna per studiare montaggio al Centre d'Estudis Cinematogràfics de Catalunya, provando inutilmente ad ottenere la cittadinanza spagnola. Si è laureato all'Escuela Internacional de Cine y Televisión dell'Avana, Cuba.
È poi stato aiuto regista di Carlos Reygadas per Battaglia nel cielo. I due sono diventati amici durante le riprese e Reygadas ha finito col produrre i primi film da regista di Escalante, tra cui Sangre (2005), girato con un costo di 60 000 dollari e presentato ai festival di Cannes, Rotterdam e San Sebastián, tra i vari.
Nel 2013 ha vinto il Premio per la miglior regia a Cannes, dov'era in concorso, col suo terzo lungometraggio, Heli.
Nel 2016 ha vinto il Leone d'argento alla miglior regia alla 73ª Mostra internazionale d'arte cinematografica di Venezia per La región salvaje.
Ha diretto diversi episodi della serie Narcos: Messico.

## Filmografia

### Regista

#### Cinema
- Amarrados – cortometraggio (2002)
- Sangre (2005)
- Los bastardos (2008)
- El cura Nicolás colgado, episodio di Revolución (2010)
- Heli (2013)
- Esclava – cortometraggio (2015)
- La región salvaje (2016)
- Perdidos en la noche (2023)

#### Televisione
- Narcos: Messico (Narcos: Mexico) – serie TV, 7 episodi (2018-2021)

### Sceneggiatore
- Amarrados – cortometraggio (2002)
- Sangre (2005)
- Los bastardos (2008)
- El cura Nicolás colgado, episodio di Revolución (2010)
- Heli (2013)
- Esclava – cortometraggio (2015)
- La región salvaje (2016)
- Perdidos en la noche (2023)

### Produttore
- Amarrados – cortometraggio (2002)
- Sangre (2005)
- Perdidos en la noche (2023)

### Montatore
- Sangre (2005)
- Los bastardos (2008)

### Direttore della fotografia
- Amarrados – cortometraggio (2002)

## Riconoscimenti
- Festival di Cannes
  - 2005 – Premio FIPRESCI (Un Certain Regard) per Sangre
  - 2013 – Prix de la mise en scène per Heli
- Festival di Venezia
  - 2016 – Leone d'argento - Premio speciale per la regia per La región salvaje
- Premio Ariel
  - 2014 – Miglior regia per Heli
  - 2018 – Miglior regia per La región salvaje